# Generaciones del liderazgo chino
Dado que tanto el Partido Comunista de China como el Ejército Popular de Liberación hacen promociones de cargos según la antigüedad, es posible discernir distintas generaciones del liderazgo chino. En el discurso oficial, cada grupo de líderes se identifica con una extensión distinta de la ideología del partido. Los historiadores han estudiado varios períodos en el desarrollo del gobierno de la República Popular de China en referencia a estas "generaciones".
| Generación | Líder Supremo          | Inicio | Final | Ideología                                  |
| ---------- | ---------------------- | ------ | ----- | ------------------------------------------ |
| Primera    | Mao Zedong Hua Guofeng | 1949   | 1978  | Pensamiento de Mao Zedong                  |
| Segunda    | Deng Xiaoping          | 1978   | 1989  | Teoría de Deng Xiaoping                    |
| Tercera    | Jiang Zemin            | 1989   | 2002  | Triple representatividad                   |
| Cuarta     | Hu Jintao              | 2002   | 2012  | Perspectiva científica sobre el desarrollo |
| Quinta     | Xi Jinping             | 2012   |       | Pensamiento de Xi Jinping                  |

## Primera generación

Líderes de la Primera generación reunidos en el complejo de Zhongnanhai en Beijing en 1954. De izquierda a derecha: Zhu De, Mao Zedong, Chen Yun y Zhou Enlai.

El líder más importante de la primera generación fue Mao Zedong. Junto a Zhou Enlai, Zhu De, Chen Yun y Liu Shaoqi formó el grupo de los "Cinco Grandes". Significativos fueron también los oficiales Peng Dehuai y Lin Biao. Estas personas, nacidas en su mayoría en la década de 1890, gobernaron el partido y el país desde la fundación de la República Popular en 1949 hasta 1976.
Estos son los fundadores de la República Popular China. La mayoría nunca estuvo en el extranjero y estuvo marcada por la larga marcha, la guerra contra Japón y la guerra civil china. Otros, como Zhou Enlai, fueron educados en Occidente.

## Segunda generación
El líder de la segunda generación fue Deng Xiaoping. En torno a él estuvieron agrupados Chen Yun, Hu Yaobang, Zhao Ziyang y Hua Guofeng. Esta generación de nacidos en los años de 1900 a 1921 gobernó entre 1976 y 1992.
Los líderes más influyentes durante la década de 1980 incluyeron a Yang Shangkun, Wang Zhen, Li Xiannian, Peng Zhen y Bo Yibo.También estuvieron involucrados en el gobierno comunista, pero en papeles subordinados. Muchos de ellos estaban estudiando en el extranjero.
Este círculo de personas se caracterizó por conexiones cercanas entre sí a través de experiencias compartidas. La mayoría de ellos participaron en la Larga Marcha. Pertenecían al grupo de los perdedores de la Revolución Cultural. Se apoyaron mutuamente para derrocar a la Banda de los Cuatro y privaron a Hua Guofeng del poder político. Todos se sentían obligados por los 4 Principios Básicos de Deng Xiaoping. Todos excepto Deng y Zhao Ziyang eran conservadores. El núcleo duro de esta generación se conoce como Los 8 Inmortales del Partido Comunista de China.

## Tercera generación
Liderada por Jiang Zemin, la tercera generación incluyó a hombres como su rival Li Peng, junto con Li Ruihuan, Qiao Shi y Zhu Rongji. Nacieron en la década de 1920 y gobernaron de 1992 a 2003. Otras figuras importantes fueron Yao Yilin, Wan Li y Song Ping.
Este grupo fue más heterogéneo que los anteriores. Los miembros eran mucho más pragmáticos que la primera generación de líderes y no prestaban demasiada atención a las cuestiones ideológicas. Además, muchos de ellos ya habían adquirido experiencia a nivel provincial. Muchos de ellos habían luchado en la segunda guerra sino-japonesa.
Estos líderes nacieron antes de la victoria comunista y recibieron su educación antes de la ruptura con la Unión Soviética. Muchos de ellos fueron entrenados como ingenieros y gerentes en la Unión Soviética. Ellos experimentaron la guerra de Corea, a menudo en persona. Muchos de ellos fueron patrocinados por la primera y segunda generación de líderes.

## Cuarta generación
La cuarta generación, liderada por Hu Jintao también cuenta con personas como Wen Jiabao, Zeng Qinghong, Wu Bangguo, Jia Qinglin, Zeng Qinghong y Li Changchun.
Estos líderes llegaron al poder después del 16.º Congreso del Partido en 2002. La mayoría de ellos nacieron en la década de 1940 y su capacitación se interrumpió durante la Revolución Cultural. Llama la atención que esta generación haya pasado poco tiempo en el extranjero.

## Quinta generación
La quinta generación, liderada por Xi Jinping, incluye nombres importantes como Li Keqiang, Wang Qishan, Li Yuanchao, Wang Yang y Zhang Gaoli. Hasta su despido en marzo de 2012, Bo Xilai fue considerado un miembro destacado de esta generación.
Después de ascender a las posiciones principales en el 17.º Congreso del Partido en 2007, asumieron posiciones de liderazgo después del 18.º Congreso del Partido en 2012. Hay menos ingenieros en esta generación, pero más expertos financieros, abogados y empresarios. Muchos de esta generación fueron entrenados en universidades prestigiosas de Estados Unidos. En su infancia o juventud vivieron la Revolución Cultural. A algunos políticos se les conoce como "pequeños príncipes" o Princelings porque son hijos de antiguos cuadros de alto rango. Esto es cierto para Xi Jinping como hijo del ex vice primer ministro y gobernador de Guangdong Xi Zhongxun o Bo Xilai como hijo del expolítico superior Bo Yibo.
A principios de 2014, se supo a partir de los documentos de Offshore Leaks que los miembros de las familias en posiciones de poder han acumulado en paraísos fiscales activos de alrededor de USD 4.000 millones desde 2000.

## Sexta generación
Esta generación generalmente nace en la década de 1960 o principios de la década de 1970 y aún se encuentra en posiciones medias. La mayoría de ellos nacieron después de la hambruna como resultado de la campaña del Gran Salto Adelante y no experimentaron conscientemente la Revolución Cultural. Los miembros de esta generación tienen una actitud más nacionalista que sus predecesores. Muchos de ellos fueron entrenados en universidades prestigiosas de Estados Unidos.
Se esperaba que la sexta generación de líderes llegara al poder en el 20.º Congreso del Partido en 2022. Sin embargo, tras la consolidación del poder de Xi Jinping en el 19.º Congreso del Partido en 2017, el futuro de la "sexta generación" se puso en duda debido a que claras figuras de sucesión no fueron nombradas para puestos de liderazgo sénior, particularmente el Comité Permanente del Politburó. No está claro si el concepto de 'generaciones de liderazgo' existirá en las próximas décadas.